# 武当山 (乐都区)
武当山，位于中国青海省海东市乐都区引胜王家庄村，为青海省市县级文物保护单位，公布日期为1995年6月15日，类型为古建筑。
武当山的历史年代为明。